# Basilica prepositurale di San Paolo
La basilica prepositurale di San Paolo è un importante luogo di culto cattolico del centro di Cantù, situato in posizione dominante sulla collina che sovrasta la cittadina. Eretta verso la fine dell'XI secolo, nel corso dei secoli la basilica fu oggetto di importanti ristrutturazioni e rimaneggiamenti.

## Storia
In origine la chiesa era un edificio in stile romanico, del quale rimangono oggi ancora visibili la parte di facciata al di sopra del protiro, il profilo del tetto e, internamente, alcune parti dell’abside centrale. Anche la parte più bassa inferiore del campanile, il quale durante il medioevo fungeva torre per il vicino castello di Pietrasanta, conserva ancora oggi gli stilemi romanici della chiesa originaria.
Nel corso dei secoli la chiesa subì numerosi rimaneggiamenti, tra cui l'aggiunta di due navate laterali, la sostituzione del soffitto della navata centrale da una struttura a cassettoni in legno a una con volte a botte, oltre alla demolizione di un portico a colonne binate che si estendeva dalla Sacrestia all’ingresso principale.
Gran parte dei rimaneggiamenti si registrarono nella seconda metà del XVI secolo, quando San Carlo Borromeo promosse una serie di restauri in vista del trasferimento della sede della Pieve di Galliano dalla Collegiata di San Vincenzo e alla conseguente elevazione della chiesa di San Paolo a prepositurale (1582-1584). Nello stesso periodo (1579), il campanile fu provvisto di una cella campanaria in mattoni, a due piani, conclusa da una cinquecentesca cuspide conica in laterizi realizzata su disegno di Pellegrino Tibaldi.
Nel 1950 la chiesa di San Paolo fu elevata al rango di Basilica minore, da Pio XII, per intervento del cardinale Alfredo Ildefonso Schuster.

## Descrizione
Esternamente, la chiesa si presenta con una facciata preceduta da un protiro secentesco, a cui si accede da una imponente scalinata. Del portico cinquecentesco che circondava l’edificio, parzialmente demolito affinché l'architetto Carlo Felice Soave potesse realizzare la cappella del Santo Crocifisso (1795), rimane oggi solo qualche campata sul lato nord della chiesa.
Internamente, la chiesa presenta tre navate scandite da colonne di serizzo. La copertura, originariamente a cassettoni, fu sostituita da una volta a mattoni tra i secoli XVI e XVII. La navata maggiore è caratterizzata da vetrate realizzate dal pittore Luigi Migliavacca (1930) e raffiguranti i quattro santi canturini: Adeodato, Ecclesio, Savino e Manfredo. La chiesa ospita inoltre la statua di Santa Apollonia, patrona della città, di cui si conserva una reliquia proveniente dal monastero benedettino di Santa Maria. Il presbiterio è caratterizzato da una serie di raffigurazioni di San Paolo, riportato in trionfo sull'affresco della volta (XIX secolo). Sulle vetrate del coro, il santo viene invece rappresentato durante la caduta da cavallo, la conversione e la persecuzione a Roma. L'episodio della vocazione di San Paolo è inoltre raffigurato in un dipinto presente nell'area del coro, realizzato da Camillo Procaccini. Giovanni Battista della Rovere è invece l'autore degli affreschi realizzati per la navata di destra nel 1610. La chiesa ospita inoltre un dipinto del martirio di Sant'Apollonia, oltre a quattordici medaglioni posti nella navata centrale, sopra le colonne che raffigurano gli apostoli ed i santi Marco, Luca e Paolo. La parete di fondo della cappella dedicata alla Madonna del Carmelo ospita cinque tele seicentesche (raffiguranti, oltre Carlo Borromeo e a una martire, le sante Caterina, Teresa d'Avila, sant'Agata), oltre a un quadro ottocentesco (raffigurante Sant'Ambrogio); quest'ultima opera fu collocata nella posizione laddove un tempo si trovava un precedente dipinto dedicato a San Giuseppe.
La sacrestia conserva una tela di Camillo Procaccini raffigurante l'Apparizione del Dio biblico all’esercito.